# Parmitieddi di Teggiano
I parmitieddi, o parmi (talvolta anche parmatieddi), sono un piatto specifico di Teggiano, nel Vallo di Diano (in provincia di Salerno), che viene tradizionalmente preparato come primo piatto per il pranzo della Domenica delle palme. 

## Descrizione
I parmitieddi sono un particolare formato di pasta fresca, prodotta in casa con farina di grano tenero o duro (più spesso una miscela delle due), dalla particolare forma piatta che vuole imitare l'aspetto di una foglia d'albero, dai margini rialzati e dalle nervature pronunciate, a ricordo delle fronde di palma ("parmi" letteralmente significa "palme") con cui fu salutato l'Ingresso a Gerusalemme di Gesù. La forma a foglia è ottenuta trascinando con la punta delle dita un tondino di pasta sulla spianatoia. Dopo la cottura in abbondante acqua salata, vengono scolati e conditi con ragù e pecorino o ricotta salata grattugiati.